# Оке Стенквист
Оке Валтер Стенквист (швед. Åke Valter Stenqvist; Стокхолм, 31. јануар 1914 — Стокхолм, 12. август 2006) био је шведски атлетичар, члан клуба Моде из Стокхолма, специјалиста за спринт и скок удаљ.
Као део шведске репрезентације учествовао је на Олимпијским играма 1936 где се такмичио у скоку удаљ и штафети 4 х 100 метара. Са штафетом је освојио сребрну медаљу на 2. Европском првенству 1938 у Паризу. Штафета је трчала у саставу:Геста Клеминг, Оке Стенквист, Ленарт Линдгрен, Ленарт Страндберг.
Стенквист је држао националне титуле у скоку удаљ (1935-42) и петобоју (1940-42). Поред тога био је и међународни рукометаш.